# Leucochrysa theodorina
Leucochrysa theodorina är en insektsart som först beskrevs av Luisa Eugenia Navas 1935.  Leucochrysa theodorina ingår i släktet Leucochrysa och familjen guldögonsländor. Inga underarter finns listade i Catalogue of Life.